# Gary O'Neil
Gary Paul O'Neil (* 18. května 1983 Londýn) je anglický fotbalový trenér, který naposledy vedl anglický klub Wolverhampton Wanderers FC, a bývalý profesionální fotbalista, který hrával na pozici středního záložníka.

## Klubová kariéra
Jako hráč nastoupil O'Neil mezi lety 2003 a 2016 v Premier League za Portsmouth, Middlesbrough, West Ham United a Norwich City k dohromady 214 prvoligovým utkáním, ve kterých vstřelil 16 gólů. Za všechny čtyři zmíněné kluby a za Walsall, Cardiff City, Queens Park Rangers, Bristol City a Bolton Wanderers hrál také v nižších anglických soutěžích.

## Trenérská kariéra
O'Neil se v únoru 2021 stal asistentem Scotta Parkera na lavičce AFC Bournemouth a v srpnu 2022 se po jeho vyhazovu stal hlavním trenérem mužstva. V Premier League 2022/23 dokázal Bournemouth dovést mimo sestupové pásmo, ale před následující sezónou z klubu po vzájemné dohodě odešel.
9. srpna 2023 byl O'Neil jmenován trenérem Wolverhamptonu Wanderers, kde na lavičce nahradil Julena Lopeteguiho, který odešel kvůli sporům s vedením.